# Ardayné Hervei Ida
Ardayné Hervei Ida, Here Judit/Ida (Pest, 1834. október 17. – Debrecen, 1894. március 24.) színésznő, népszínműénekes (alt).

## Családja
Szülei Here János és Bajar Judit. Arday Jánostól született törvénytelen gyermekei közül Arday Árpád, Arday Attila és Arday Ida színészek voltak, Hervey Here Zoltán (Tata, 1858. november 19. – Budapest, 1896. március 20.) közvasúti kalauz.

## Pályafutása
1852. december 3-án fellépett a Nemzeti Színházban, a Micbán családja című drámában Koldusnő szerepében, amiről a korabeli kritika a következőket írta: »csínos külseje, tiszta csengésű hangja s érzelmes előadása által magára voná a közönség figyelmét«. (Pesti Napló, 1852. december 12.) 1853. február 25-én újra fellépett itt a Kalmár és tengerészben mint Bilsenné. Ekkor Gyulai Pál ezt írta róla: »Jó színpadi alak, hangja erős és nem kellemetlen.« Az 1860-as évektől az egyik legjobb hősanya-színésznőnek bizonyult a vidéki színpadokon. 1870. április 6-án Dumas: Paul Jones, a kalóz c. darabjában lépett fel D’Auray marquis-né szerepében a Nemzeti Színházban. 1879-ben Völgyi Györgynél, 1880-ban Temesváry Lajosnál, 1884-ben Tóth Bélánál játszott.

## Működési adatai
1856: Szabadka; 1866: Hubay Gusztáv; 1869: Miklósy Gyula; 1870–71: Follinus János; 1871: Várnay Fábián; 1874: Komárom, Székesfehérvár; 1875: Rozsnyó, Gyöngyös; 1876–77: Székesfehérvár; 1877–78: Miskolc; 1878: Szegedy Mihály, Gerő Jakab; 1881: Tóth Béla.